# G Girls
G Girls es un supergrupo rumano creado por el sello discográfico Global Records. Al principio, estaba conformado por Inna, Antonia, Loredana Ciobotaru (Lori) y Alexandra Stan; esta última abandonó el grupo y fue reemplazada por Lariss. Juntas lograron el éxito comercial con el sencillo «Call the Police» (2016), que alcanzó el puesto número seis en Polonia.

## Historia
G Girls fue creado en Rumania en 2016, como un proyecto del sello discográfico Global Records. Al principio, el grupo estaba conformado por Inna, Antonia, Loredana Ciobotaru (Lori) y Alexandra Stan. Juntas lanzaron su primer sencillo, «Call the Police», en junio de 2016. La canción fue un éxito comercial; alcanzó el puesto número 64 en la lista Airplay 100 de Rumania y el número seis en Polonia. Las chicas lanzaron su segundo sencillo, «Milk & Honey», en marzo de 2017. Sin embargo, Stan abandonó el grupo y fue reemplazada por Lariss. La pista alcanzó el número 67 en su país.

## Discografía
| Título                                                                                    | Año  | Posicionamiento en listas | Posicionamiento en listas | Posicionamiento en listas |
| Título                                                                                    | Año  | RUM                       | POL                       | POL Dance                 |
| ----------------------------------------------------------------------------------------- | ---- | ------------------------- | ------------------------- | ------------------------- |
| «Call the Police»                                                                         | 2016 | 64                        | 6                         | 5                         |
| «Milk & Honey»                                                                            | 2017 | 67                        | —                         | —                         |
| «—» indica que el sencillo no alcanzó posición alguna o no fue lanzado en ese territorio. |      |                           |                           |                           |